# صيد عميق بالسنارة
الصيد العميق بالسنارة هي عبارة عن طريقة تجارية لصيد الأسماك، تتكون من خط طويل للصيد يتم وضعه عموديًا في المياه، مع سلسلة من خطاطيف للصيد متصلة بها.
يمكن وضع الخطوط إما على المنحدرات تحت الماء أو في عمود الماء فقط. تملك وزن في أسفل الخط وتطفو في الجزء العلوي. فهي عادة لا تكون طويلة مثل الخطوط الطويلة ولها عدد أقل من السنانير.

## آثار الحفظ
يتمثل أحد الشواغل المتعلقة بالحفظ البحري في أن خطوط القطر قادرة على الوصول إلى المناطق التي تعتبر ملاجئ طبيعية للأسماك، مثل أخاديد أعماق البحار والجبال البحرية.
تقوم جمعية الحفاظ على الأسماك البحرية الأسترالية بتقييم أن صيد الأسماك في المياه المالحة له «تأثير معتدل» على الحياة البرية و «التأثير المنخفض» على الموائل البحرية. 
هذه الطريقة لديها القدرة على التفاعل مع الحيتان القاتلة. هناك افتراس من قبل أوركاس على صيد الأسماك في الخيوط الطويلة والطولانية، بما في ذلك حول تسمانيا،  بحر بيرينغ والأمير ويليام ساوند،  مما تسبب في خسائر مالية كبيرة للصيادين التجاريين، وتهديد لأوكرا، والتي يمكن أن تصبح مصيدة أو متشابكة، أو يتعرضون لضربات السفن عندما تتحرك أو تهاجر، أو تعاني من الانتقام من الصيادين. وقد شمل الانتقام رداً على الافتراس على صيد الأسماك في العقود السابقة إطلاق النار على أسماك الأورك.

## روابط خارجية
- طرق وأجهزة الصيد - Dropline ، الهيئة الأسترالية لإدارة مصايد الأسماك